# Jeff Fowler
Jeff Fowler est un réalisateur américain, né le 27 juillet 1978 à Normal, dans l'Illinois.
Il est notamment connu pour avoir réalisé Sonic, le film et ses suites.

## Biographie
Dans les années 1980, Jeff Fowler fait ses débuts comme animateur sur une série d'animation Foofur de Hanna-Barbera Productions. En 1995, il participe au cartoon The Shnookums and Meat Funny Cartoon Show (en) pour Disney Television Animation.
Au début des années 2000, il intègre le Blur Studio. Il participe également à l'animation de Mickey, il était deux fois Noël (2004).
En 2004, il écrit et réalise le court métrage d'animation Gopher Broke (en), qui lui vaut une nomination à l’Oscar du meilleur court métrage d'animation. Le film est par ailleurs présenté en compétition au festival international du film d'animation d'Annecy 2005 et obtient un prix au festival international du film d'animation d'Ottawa.
En 2019 il réalise son premier long métrage : Sonic, le film, sorti en 2020. Le film est un succès mondial et il réalisera par la suite Sonic 2, le film et Sonic 3, le film.

## Filmographie
Sauf indication contraire, les informations mentionnées dans cette section peuvent être confirmées par la base de données cinématographiques IMDb,  présente dans la section « Liens externes ».

### Réalisateur
- 2004 : Gopher Broke (court métrage)
- 2020 : Sonic, le film (Sonic the Hedgehog)
- 2022 : Sonic 2, le film (Sonic the Hedgehog 2)
- 2024 : Sonic 3, le film (Sonic the Hedgehog 3)

### Effets visuels
- 2005 : Shadow the Hedgehog

### Animation
- 1986 : Foofur - 13 épisodes
- 1995 : The Shnookums & Meat Funny Cartoon Show - 3 épisodes
- 2003 : Rockfish (court métrage) de Tim Miller
- 2004 : Mickey, il était deux fois Noël (Mickey's Twice Upon a Christmas) de Matthew O'Callaghan
- 2006 : A Gentlemen's Duel (court métrage) de Sean McNally et Francisco Ruiz Velasco

### Scénariste
- 2004 : Gopher Broke (court métrage) de lui-même
- 2006 : A Gentlemen's Duel (court métrage) de Sean McNally et Francisco Ruiz Velasco

## Distinctions
Source : Internet Movie Database

### Récompenses
- Festival international du film d'animation d'Ottawa 2005 : meilleur court métrage pour enfants pour Gopher Broke

### Nominations et sélections
- Oscars 2005 : meilleur court métrage d'animation pour Gopher Broke
- Festival international du film d'animation d'Annecy 2005 : sélection officielle, en compétition pour le Cristal du court métrage pour Gopher Broke